# Kaylin Whitney
Kaylin Whitney (* 9. März 1998 in Kissimmee, Florida) ist eine US-amerikanische Leichtathletin, die sich auf den Sprint spezialisiert hat. Ihren größten sportlichen Erfolg feierte sie im Jahr 2021 bei den Olympischen Sommerspielen in Tokio mit dem Gewinn der Goldmedaille mit der US-amerikanischen 4-mal-400-Meter-Staffel.

## Sportliche Laufbahn
Erste Erfahrungen bei internationalen Meisterschaften sammelte Kaylin Whitney im Jahr 2014, als sie bei den Juniorenweltmeisterschaften in Eugene in 11,45 s die Bronzemedaille im 100-Meter-Lauf gewann und sich in 22,82 s die Goldmedaille über 200 Meter sicherte. Zudem gewann sie auch mit der US-amerikanischen 4-mal-100-Meter-Staffel in 43,46 s die Goldmedaille. Im Jahr darauf nahm sie an den Panamerikanischen Spielen in Toronto teil und siegte dort in 22,65 s im 200-Meter-Lauf sowie in 42,58 s gemeinsam mit Barbara Pierre, LaKeisha Lawson und Morolake Akinosun auch mit der 4-mal-100-Meter-Staffel. 2021 startete sie mit der US-amerikanischen 4-mal-400-Meter-Staffel bei den Olympischen Sommerspielen in Tokio und verhalf dort dem Team zum Finaleinzug und trug damit zum Gewinn der Goldmedaille bei. Zudem kam sie auch im Finale der Mixed-Staffel über 4-mal 400 Meter zum Einsatz und sicherte sich dort in 3:10,22 min gemeinsam mit Trevor Stewart, Kendall Ellis und Vernon Norwood die Bronzemedaille hinter den Teams aus Polen und der Dominikanischen Republik.
2022 verhalf sie der US-amerikanischen Mannschaft bei den Weltmeisterschaften in Eugene zum Finaleinzug und trug damit zum Gewinn der Goldmedaille bei. Anschließend siegte sie in 51,17 s über 400 Meter beim Ed Murphey Classic und anschließend siegte sie in 3:23,54 min gemeinsam mit Kyra Jefferson, A’Keyla Mitchell und Jaide Stepter Baynes in der 4-mal-400-Meter-Staffel und siegte in 3:12,05 min gemeinsam mit Quincy Hall, Jaide Stepter Baynes und Ismail Turner auch in der Mixed-Staffel. Daraufhin siegte sie in 51,12 s beim 58. Palio Città della Quercia.

## Persönliche Bestzeiten
- 100 Meter: 11,10 s (+0,9 m/s), 5. Juli 2014 in Eugene
- 200 Meter: 22,47 s (+0,4 m/s), 28. Juni 2015 in Eugene
- 400 Meter: 50,29 s, 20. Juni 2021 in Eugene